# Erik Åkesson Soop
Erik Åkesson Soop, född 1613, död 1674 på Hammar i Värmland, var en svensk adelsman och landshövding i Uleåborgs län 1644–1648. 
Erik Soop, som var son till häradshövdingen Åke Soop (1584-?), hade stora godsinnehav och var bland annat herre till Kolltorp i Gerums socken, Holtetorp i Lindärva socken, Svaneberg i Lugnås socken, Hästhalla i Skallmeja socken och Onsjö i Vassända socken, allt i Västergötland. Han hade även gods i Värmland, bland annat Hammar.
Erik Soop dömdes 1651 av Svea hovrätt till 1000 daler silvermynt i böter för att ha haft utomäktenskapligt umgänge med landshövdingehustrun Elisabeth Catharina Kyle, född von der Lühe, vilken i samband därmed också blev skild från sin make Hans Claesson Kyle. Erik Soop och Elisabeth Catharina Kyle rymde efter detta utomlands där de vigdes i hemlighet men förklarades landsflyktiga. 1653 fick de dock tillåtelse att återvända till Sverige mot löfte att hålla sig på sina gods i Värmland.
Barn:
- Åke, f. 1652; kapten; död 1728
- Göran Soop; kommendör; död 1690
- Arvid; överstelöjtnant; död 1719